# Horst Hoeck
Horst Hoeck (født 19. maj 1904 i Berlin, død 12. april 1969 smst.) var en tysk roer og olympisk guldvinder.
Hoeck stillede op for Berlin Roklub og blev tysk mester i otter i 1926 samt sammen med Gerhard Voigt i dobbeltsculler i 1928. Dobbeltsculleren kom derpå med til OL samme år i Amsterdam, hvor de nåede kvartfinalen. I 1931 var han med til at blive tysk mester i firer med styrmand.
Sammen med resten af den tyske firer med styrmand (Hans Eller, Walter Meyer, Joachim Spremberg og styrmand Carlheinz Neumann) blev han udtaget til  OL 1932 i Los Angeles. Tyskerne kom akkurat i finalen efter andenpladser i indledende heat og i opsamlingsheatet. Finalen blev et tæt løb mellem tyskerne og italienerne, men til sidst sejrede tyskerne med blot 0,2 sekund foran italienerne, mens Polen vandt bronze.
Hoeck var forretningsmand og rejste i Sydamerika i 1929-30. Efter anden verdenskrigs afslutning blev han af den sovjetiske besættelsesmagt kommissioneret til at lede føde- og drikkevaresektoren i Østberlin, hvilket han nægtede med politisk uheldige kommentarer. Dette førte til hans arrestation, og han blev truet med en skueretssag. Han forsøgte at flygte fra fængslet, hvilket resulterede i, at han kom alvorligt til skade, og han kom derpå på hospital. Her lykkedes det hans hustru, Ingrid, at befri ham med en vestberlinsk ambulance, så de kom til Vestberlin.
Efter sin fars død i midten af 1930'erne havde Horst Hoeck overtaget familiefirmaet, der fremstillede og solgte spiritus. Fabrikken slap gennem krigen uden alvorlige skader, og Hoeck drev firmaet videre til kort før sin død. Den restaurant, der indgik i virksomheden, eksisterer stadig og ligger i et område, der har indgået i flere film- og tv-produktioner.
I 2015, næsten halvtreds år efter hans død, blev Hoecks OL-guldmedalje fundet i en boks i en daginstitution. Hoeck havde boet i bygningen i tiden efter anden verdenskrig, hvor medaljen åbenbart var blevet glemt ved hans flugt.

## OL-medaljer
- 1932:  Guld i firer med styrmand